# زبان اشاره کرواتی
زبان اشاره کرواتی زبان اشاره‌ای است که توسط ناشنوایان و کم شنوایان در کرواسی استفاده می‌شود.